# 1168
1168 (MCLXVIII) a fost un an bisect al calendarului iulian.

## Evenimente
- 1 mai: Liga Lombardă întemeiază orașul Alessandria în Piemont, denumit astfel în onoarea papei Alexandru al III-lea, care preia conducerea ligii.
- 19 mai: Regele Valdemar I al Danemarcei cucerește de la triburile venzilor Arkona, în insula Rugen, cea mai puternică fortăreață păgână din Europa de nord; venzii acceptă să se supună regelui Danemarcei, căruia îi plătesc tribut.
- 20 octombrie: Fără a mai aștepta ajutoarele bizantine, regele Amalric I al Ierusalimului părăsește Ascalonul, pentru a întreprinde o nouă expediție asupra Egiptului.
- 4 noiembrie: Cruciații cuceresc Bilbeis, în Egipt; populația este masacrată.
- 13 noiembrie: De teama ca orașul Cairo să nu fie capturat de către cruciați, vizirul fatimid Shawar incendiază Fustat (partea veche a actualului oraș), care arde vreme de 54 de zile.

### Nedatate
- septembrie: Se încheie un tratat între cruciații din Ierusalim și împăratul Manuel I Comnen al Bizanțului, care prevede împărțirea Egiptului și suzeranitatea bizantină asupra statelor latine din Levant; principalul negociator al tratatului este cronicarul Guillaume de Tyr.
- Ca urmare a victoriilor asupra regelui Ungariei, împăratul Manuel I Comnen readuce Dalmația, Croația și întregul nord-vest al Peninsulei Balcanice sub controlul direct al Imperiului bizantin; Ungaria și Serbia se supun basileului.
- Râul Sarthe din Franța seacă în totalitate, ca urmare a unei îndelungate perioade de secetă.
- Revoltă antifranceză la Palermo, în Sicilia; francezii sunt masacrați, iar cancelarul Etienne de Perche părăsește insula; conducătorii mișcării sunt Matteo d'Ajello (care devine cancelar al regatului Siciliei) și Gautier (care este înscăunat ca arhiepiscop de Palermo), partizani ai Bizanțului.
- Trupele comunei din Roma cuceresc și distrug orașul vecin Albano.

## Arte, științe, literatură și filozofie
- Scriitorul Etienne de Fougeres, autor al Livre des Manieres, este ales arhiepiscop de Rouen.
- Se încheie lucrările la catedrala din Sens.

## Înscăunări
- 17 ianuarie: Filip de Alsacia, conte de Flandra (1168-1191).
- 30 martie: Takakura, împărat al Japoniei (1168-1181).
- 24 octombrie: Guy de Nevers, conte de Nevers, Auxerre și Tonnerre (1168-1175).

## Nașteri
- Hugue de Lusignan, cruciat (d. 1219).
- Prithviraj, conducător indian (d. 1192).

## Decese
- 17 ianuarie: Thierry, conte de Flandra (n. 1099).
- 20 septembrie: Pascal al III-lea, antipapă (n. ?)
- 24 octombrie: Guillaume al IV-lea, conte de Nevers (n. ?)